# Discothèque (canção)
"Discothèque" é uma canção gravada pela banda irlandesa U2 para seu nono álbum de estúdio, Pop (1997). Ela teve sua letra escrita por Bono e The Edge, com música composta por todos os membros da banda e tendo sua produção executada por Flood. A faixa foi lançada comercialmente como primeiro single de Pop em 3 de fevereiro de 1997, pela Island Records, após sofrer um vazamento na internet alguns meses antes e ter seu lançamento adiantado. "Discothèque" trouxe um afastamento do trabalho anterior do U2, incorporando o estilo rock eletrônico, com elementos de música techno, dance, e funk em sua composição. Embora descrita por Bono como "uma canção sobre o amor", várias interpretações foram dadas à letra da faixa por revisores musicais, como sendo sobre negação, drogas e a cultura pop americana.
Em geral, "Discothèque" recebeu críticas mistas à época de seu lançamento. Enquanto alguns críticos de música a descreveram como "grande, barulhenta e eufórica, sem nunca ser exagerada", outros consideraram que ela trazia "emoção superficial"; semelhanças com a canção anterior do grupo "The Fly" (1991) também foram notadas pelos avaliadores. Revisões retrospectivas foram em sua maioria positivas. Comercialmente, a faixa foi bem sucedida, alcançando o primeiro lugar em vários países, como na Finlândia, Irlanda, Nova Zelândia e Reino Unido, e recebendo certificados de platina pela Australian Recording Industry Association (ARIA) na Austrália, ouro pela Recording Industry Association of America (RIAA) nos Estados Unidos, e prata pela British Phonographic Industry (BPI) no Reino Unido.
O videoclipe acompanhante de "Discothèque" foi dirigido pelo fotógrafo francês Stéphane Sednaoui, que já havia anteriormente dirigido o vídeo para o single "Mysterious Ways" (1991), e filmado em Londres em dezembro de 1996. Ele estreou na MTV no mês seguinte em uma maratona intitulada U2 A-to-Z. Ele é ambientado dentro de uma bola de espelhos, com os membros do grupo tocando a canção dentro dela. No final do clipe, a banda aparece vestindo figurinos que se assemelham às do grupo de música disco Village People. O vídeo recebeu críticas mistas, sendo considerado "divertido" e ao mesmo tempo "forçado". 
O U2 apresentou a faixa em todos os concertos da Popmart Tour (1997–98), turnê que promoveu Pop. Na apresentação, eles desciam de uma bola de espelhos em formato de limão para tocarem a faixa; alguns problemas técnicos aconteceram durante a performance durante a excursão, com os membros da banda ficando presos dentro da bola em cidades como Osaka e Sydney. O grupo continuou a inclui-la nos repertórios das turnês Elevation Tour (2001), Vertigo Tour (2005–06) e, mais recentemente, tocou excertos durante a U2 360° Tour (2009–11), mas nunca em todos os shows das respectivas excursões.

## Antecedentes e desenvolvimento

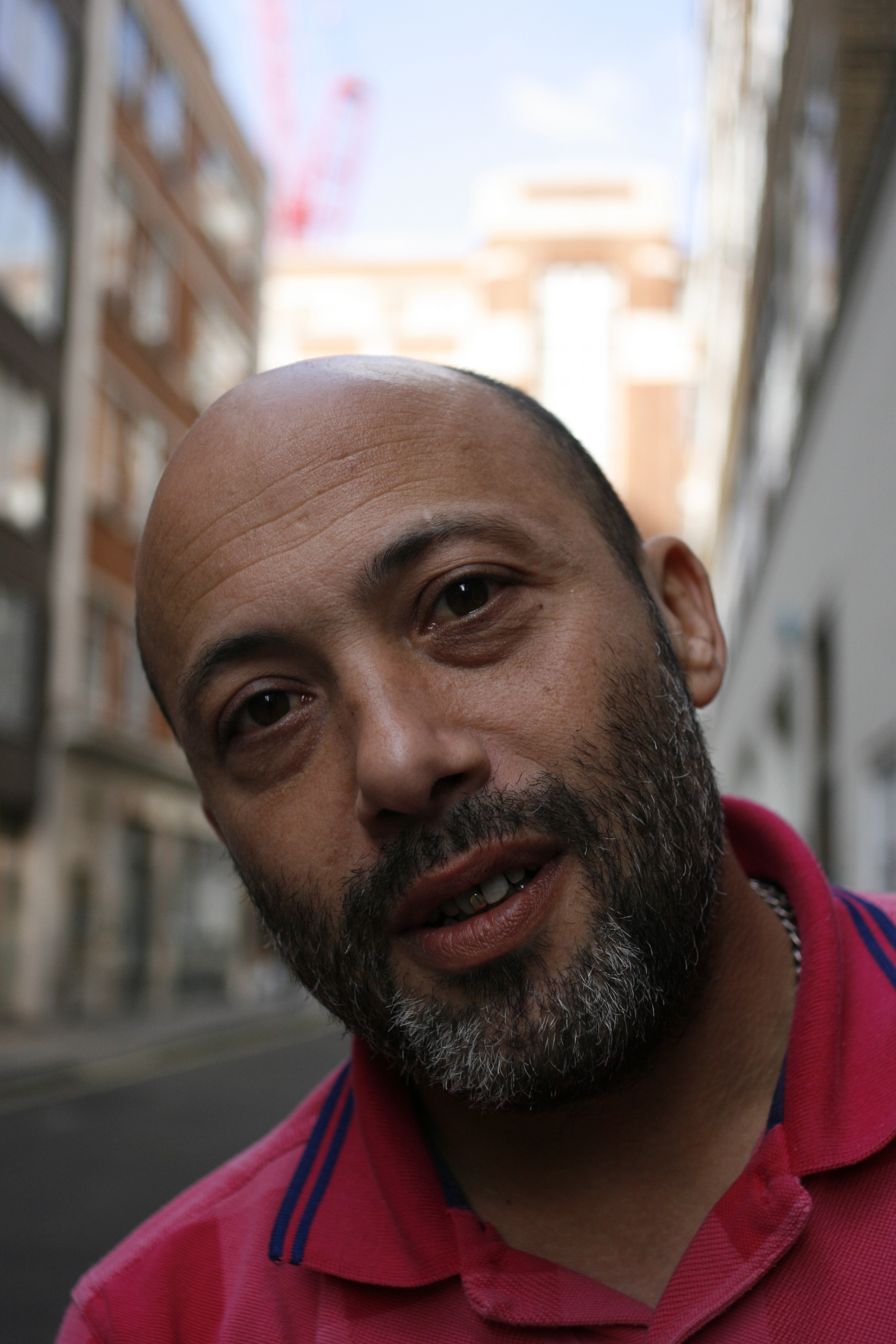
"Discothèque" foi gravada e mixada por Howie B (foto).

Para o nono álbum de estúdio da banda, Pop, o U2 resolveu continuar explorando seus experimentos sonoros realizados nos álbuns anteriores Achtung Baby (1991) e Zooropa (1993); o grupo recrutou o produtor Mark "Flood" Ellis para cuidar da produção do disco, enquanto Mark "Spike" Stent e Howie B eram os engenheiros principais. Flood descreveu seu trabalho em Pop como "coordenador criativo", dizendo: "Havia algumas faixas onde eu não tinha necessariamente um maior envolvimento... mas no final, a responsabilidade parou em mim. Eu tinha o papel de supervisor criativo que julgava o que funcionava e o que não funcionava" no trabalho. A banda e Howie B regularmente saíam a clubes de dança para conhecer a cultura e a música dos clubes. A principal meta para o álbum era criar um novo som para a banda que ainda fosse reconhecível como U2.
As sessões começaram em novembro de 1995 em Dublin, mas logo no início do processo o baterista Larry Mullen Jr. ficou impossibilitado de participar das gravações do disco devido uma cirurgia, fazendo com que os outros membros adotassem diferentes abordagens para composição musical, como por exemplo o uso da programação de loop na bateria e reprodução de amostras fornecidas por Howie B. Após o retorno de Mullen em fevereiro de 1996, o grupo começou a trabalhar novamente em grande parte do material, esforçando-se para completarem as faixas, acabando por perder o prazo estipulado para completar o disco. Para complicar ainda mais, a banda permitiu que o empresário da banda na época, Paul McGuinness, marcasse o início da turnê Popmart Tour com o álbum incompleto; Bono afirmou posteriormente que foi "a pior decisão do U2 já feita." Pressionados para completarem o material, adiaram sua data de lançamento pela segunda vez, de dezembro de 1996 a março de 1997, interrompendo o tempo de ensaio da turnê.
"Discothèque" surgiu de uma sessão de improvisação entre Howie B, The Edge e Bono, na qual o primeiro havia programado uma seleção de batidas, e no final de uma noite ele começou a brincar com uma das que ele julgou uma de suas favoritas. The Edge, que estava por perto, pegou um baixo e começou a tocá-lo, enquanto Bono juntou-se com vocais improvisados. Em entrevista com a Q, o vocalista disse que "quando estávamos a gravando, enfeitamos todo o estúdio em bolas de espelhos e luzes de discoteca", como forma de obter a vibração certa para a música. Quando foi decidido que "Discothèque" seria o primeiro single de Pop, ficou mais difícil de finalizá-la. Segundo o baterista Adam Clayton, a música "seria a primeira declaração pública, a primeira faixa que as pessoas iriam ouvir, então foi preciso verificar muito para ter certeza de que iria se sustentar como tal", com a mixagem perdurando por vários dias. Já durante o processo de masterização do álbum, Bono decidiu que queria uma nova introdução para a música, de modo que desse uma nova introdução para o disco como um todo. Mesmo com apertado tempo para a finalização do trabalho, Howie B dirigiu-se ao estúdio de gravação The Hit Factory, em Nova Iorque, para adicionar um som de redemoinho à canção.

## Composição

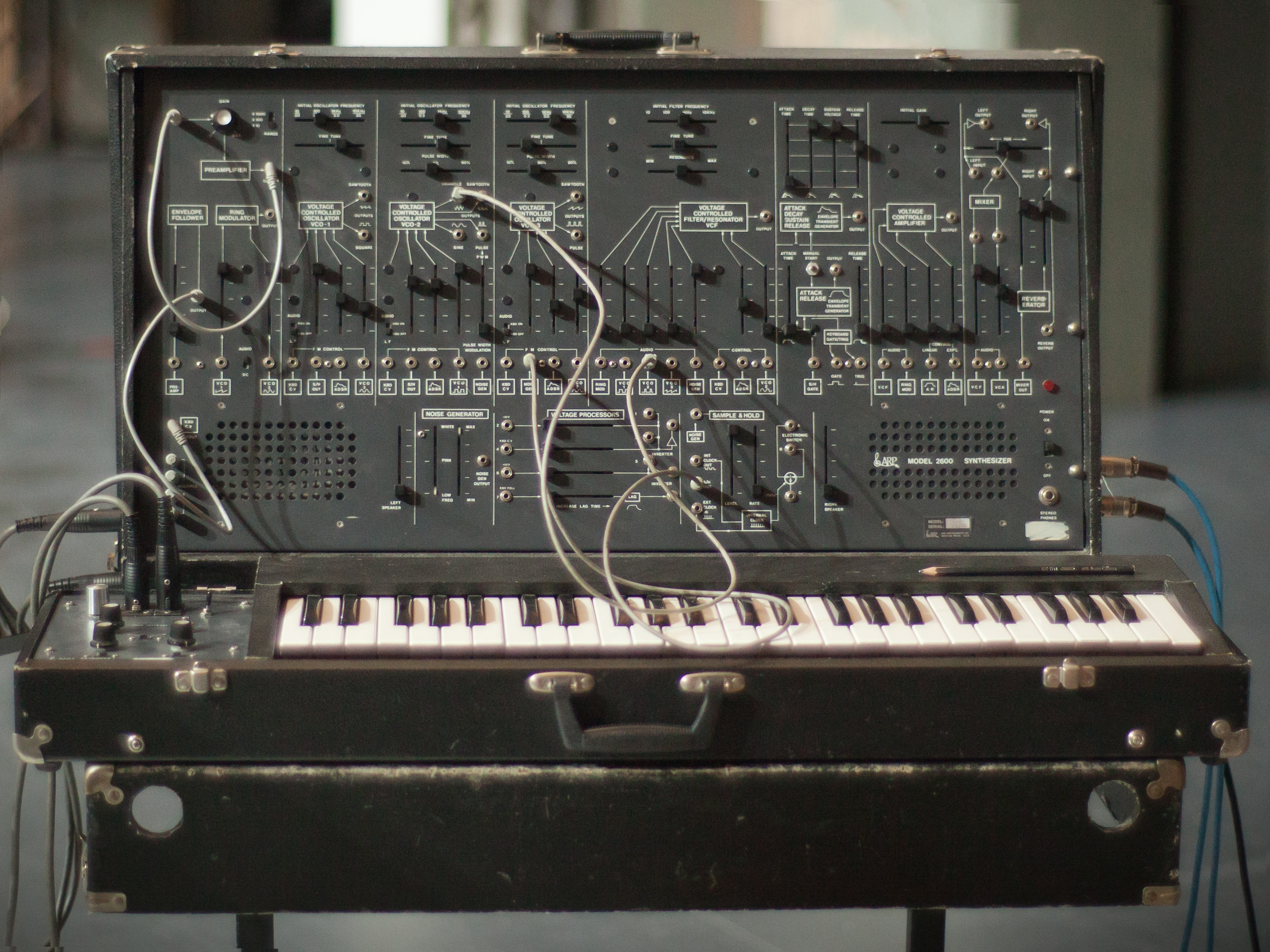
"Discothèque" apresenta uma nota de guitarra processada por um sintetizador ARP 2600 (foto).

Musicalmente, "Discothèque" é uma canção de rock eletrônico, cuja versão do álbum dura cinco minutos e dezenove segundos. Elementos de música techno, dance, e funk também foram notados em sua composição. Dave Simpson do periódico The Guardian descreveu-a como "a faixa mais dance de seu álbum mais dance." Amostras da canção "Fane", de Freeform, também estão contidas na composição da música. De acordo com a partitura publicada no website Musicnotes.com pela Universal Music Publishing Group, "Discothèque" é definida em tempo comum e está escrita na chave de ré maior. A música tem um andamento acelerado de 120 batidas por minuto. Como a banda não ficou satisfeita com o produto final de Pop, uma versão retrabalhada de "Discothèque" foi incluída no álbum de compilação The Best of 1990-2000. Andy Greene da revista Rolling Stone descreveu tal versão como não sendo radicalmente diferente da faixa original, mas destacou que "é um pouco mais polida e mostra como a música se desenvolveu na estrada" durante a Popmart Tour.
A versão original da música começa com uma nota de guitarra "enganosamente virtiginosa, desorientadora", que passa por um amplificador alto e um pedal de filtro, processado por um sintetizador ARP 2600. Depois de alguns segundos, uma batida techno dance começa. No meio da faixa, no lugar onde seria normalmente reservado para um solo de guitarra, ouve-se um zumbido eletrônico, descrito como "um ruído abrasivo que soa como um garoto de escola soprando uma framboesa", e Bono executando um falsete durante a ponte. A música finaliza com gritos de "huh!". Kevin Courtney do The Irish Times analisou que Bono "canta como se estivesse apenas dando voltas na esperança de ter uma ideia lírica", enquanto Robert Hilburn do Los Angeles Times comentou que "com exceção da palavra título, é difícil entender exatamente o que Bono está cantando nas primeiras vezes que você ouve a música ou vê o vídeo", afirmando também que a banda "usa a experiência inebriante de danceteria — onde os ritmos opressores tornam difícil ouvir a pessoa ao seu lado e as luzes piscantes e berrantes muitas vezes tornam difícil ver claramente o que está acontecendo — para sublinhar alguns dos mistérios e obsessões da própria vida" na música.
Embora Bono tenha afirmado que a letra de "Discothèque" era "um enigma sobre o amor. Uma vez que você sabe disso, muda a forma como ouve a música", várias interpretações foram dadas à ela. Sua linha inicial "você pode alcançar, mas não pode pegar/ Você não pode segurar, controlar, você não pode embrulhar" foi identificada por Greg Kot do Chicago Tribune como sendo sobre negação, enquanto Richard Harrington do The Washington Post constatou que na linha havia um "anseio espiritual que é palpável." Enquanto alguns revisores declararam que a letra "você sabe que está mascando chiclete / Você sabe o que é isso mas você ainda quer um pouco / Você não consegue ter o suficiente daquela coisa agradável" poderia ser sobre drogas, Neil Strauss, do The New York Times, disse que ela era um comentário sobre a cultura pop americana. Mark Wrathall, autor do livro U2 and Philosophy: How to Decipher an Atomic Band, declarou que o mesmo verso abordava "a falta de espírito que sentimos quando o nivelamento destruiu todas as distinções significativas, mas, no entanto, nos deixou viciados nos poucos prazeres banais que nos restaram." Adicionalmente, Annie Zaleski do The A.V. Club destacou que a letra de "Discothèque" capturava "obliquamente a exuberância de um caso de apenas uma noite", enquanto Angus Batey, escrevendo para o The Quietus, comentou que ela tratava sobre "um fã de música se perdendo nos sons que ama na pista de dança."

## Vazamento e lançamento

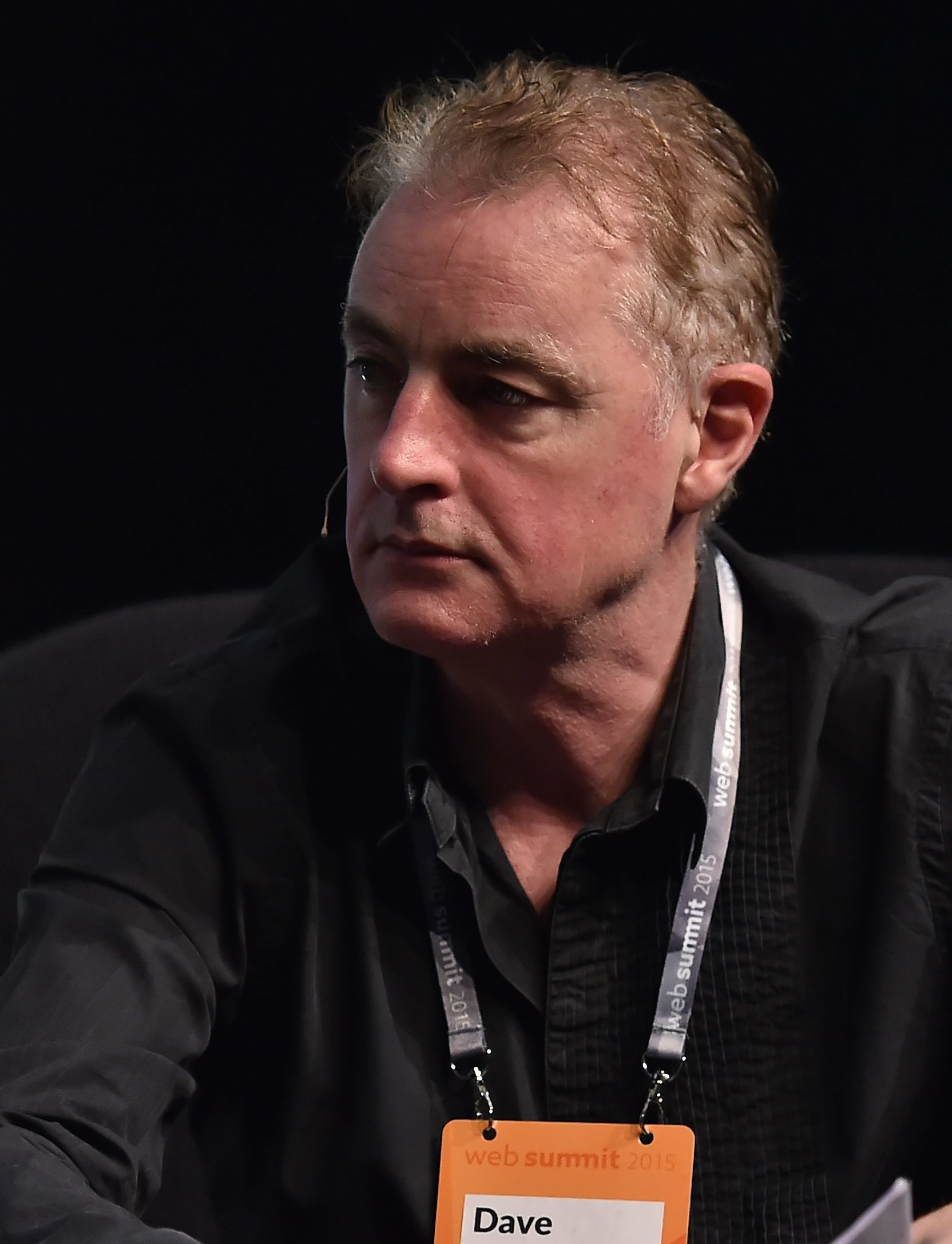
Dave Fanning (foto), disc jockey da estação RTÉ 2fm, foi o primeiro a tocar a canção oficialmente através da rádio.

Em 26 de outubro de 1996, trechos de 30 segundos de "Discothèque" e "Wake Up Dead Man", outra canção de Pop, foram vazados através de um fã-site húngaro da banda. O interesse pelas faixas cresceu rapidamente à medida que as estações de rádio tocavam os trechos como um meio de dar aos ouvintes uma amostra do disco, enquanto cópias piratas eram vendidas. Tais gravações foram retiradas de um vídeo promocional feito em maio daquele ano para presidentes da gravadora. "As faixas não estavam finalizadas e não era desejo do U2 de que elas saíssem. Nada assim havia acontecido na história de 16 anos da banda, mas isso era antes da internet", disse o diretor de gerenciamento da Island Records, Marc Marot. Em 27 de dezembro, a versão completa de "Discothèque" acabou sendo vazada por algumas rádios, antecipando a data oficial de lançamento do single. Uma fonte do U2 comentou que a faixa "deveria sair no início de janeiro, mas as estações sempre vazam essas coisas uma semana antes. E não demorou muito para os fãs começarem a dizer uns aos outros como baixar a música em um arquivo MP3 ou RealAudio."
Tais vazamentos foram originados de um executivo da Polygram, que havia compartilhado a fita com as prévias das faixas para gerentes de marketing em todo o mundo. De lá, ela caiu nas mãos de um amigo de um funcionário da gravadora, que extraiu os áudios das músicas e as publicou na internet. "Discothèque" foi executada oficialmente pela primeira vez em 7 de janeiro de 1997 pela RTÉ 2fm, após o empresário do grupo Paul McGuinness entregá-la pessoalmente ao disc jockey Dave Fanning. O single foi lançado comercialmente em 3 de fevereiro de 1997, juntamente com o lado B "Holy Joe", através da Island Records, e liberado no dia seguinte nos Estados Unidos, deppis da canção ter sido enviada às rádios do país em 8 de janeiro. Em relação ao vazamento, Marot comentou que "tivemos que antecipar nossa data de lançamento para 'Discothèque' e fazer tudo em um tempo inacreditável. Todo o início de Pop foi bagunçado."

## Recepção da crítica

### Crítica profissional
| Críticas profissionais | Críticas profissionais |
| Avaliações da crítica  | Avaliações da crítica  |
| Fonte                  | Avaliação              |
| ---------------------- | ---------------------- |
| Allmusic               | [ 43 ]                 |

À época de seu lançamento, "Discothèque" recebeu análises geralmente mistas dos críticos de música. Uma avaliação do The Sunday Times chamou a faixa de um "single fino". Raoul Hernandez, do The Austin Chronicle, disse: "Se aquele primeiro intervalo de guitarra de 'Discothèque" não exigir um ajuste sério de volume de sua parte, então você já o deixou para trás. Melhor ficar em casa, querido." Brendan Kennelly, poeta irlandês escrevendo para a revista Propaganda da banda, disse que "Discothèque" era "uma canção de clímax sexual-espiritual, um pico musical." Johnny Cigarettes da revista NME escreveu: "Não que estejamos ouvindo por volta da décima vez, porque as batidas vodu obstinadas e de bater na virilha, riffs tecno e ruídos urbanos desagradáveis são muito viciantes", sendo uma música "grande, barulhenta e eufórica, sem nunca ser exagerada. Quem teria pensado nisso?." James Hunter da Spin afirmou que com "Discothèque", "a música do U2 ganha vida como uma coisa muito sensual. A faixa soa como se pudesse ter sido feita por algum colega imediato de Tricky ou Underworld, alguém que ansiava apenas por um toque mais vocal, um pouco mais de melodia, talvez mais algumas pilhas de guitarra nos cantos certos." Mat Snow, da Mojo, comentou: "para começar com três rajadas de adrenalina inquietante - Discotheque, Do You Feel Loved, Mofo - você deve desligar ou aumentar [o som]."
Para Paul Verna da Billboard, "Discothèque", juntamente com as faixas "Staring at the Sun", "Last Night on Earth" e "The Playboy Mansion", eram "todas canções atraentes com letras provocantes." Larry Flick da mesma publicação deu uma revisão mais detalhada para a canção, escrevendo: "Vinte segundos neste single experimental e divertido, e você achará difícil lembrar que esta é a mesma banda que gravou 'Sunday Bloody Sunday'." Ele disse que a música "se contorce com uma disparada intensidade techno-funk" e que o gancho "se aproxima furtivamente de você enquanto você se contorce ao som da batida dance percolada ou agarrando o saboroso arranhão de guitarra oferecido por The Edge." Russell Baillie do jornal The New Zealand Herald disse que o "açoitado primeiro single Discothéque chega estremecendo tudo como aconteceu com The Fly, com seus zumbidos de metal, vocais de oitava cortados, [e] as guitarras tratadas por Edge mudando de linhas super distorcidas para dedilhadas ambient." John Sakamoto do website Jam! destacou a música como uma das melhores de Pop. Segundo Greg Kot do Chicago Tribune, "Discothèque" foi "calculada para derrubar o último vestígio de auto-importância da imagem do U2 e reformulá-los como pós-modernistas nervosos que se entregam ao camp festeiro e ao ritmo boom-shaka-laka pela pura diversão de sacudir o quadril. Patrick Macdonald do The Seattle Times viu a faixa como "um distanciamento quase cômico para a banda frequentemente séria e politicamente preocupada", e que "apenas indica a sátira social inclinada e a dinâmica barulhenta e ensurdecedora de Pop."
Enquanto analisava o álbum como um todo, Kevin Courtney do The Irish Times comentou que a faixa "deve ficar presa na cabeceira da cama do seu cérebro como um pedaço grudento de chiclete", elogiando a "batida feroz de Larry Mullen e nas guitarras de vidro esmagado de The Edge", mas afirmou que ela não era uma evolução do single anterior "The Fly" (1991). Em uma revisão separada do single, Courtney escreveu que "único problema é que o U2 parece tão preocupado em acertar o som e o estilo que se esqueceu de fazer beicinho para nós mortais cantarmos junto. Nada inovador aqui, então, e não vai dar ao Prodigy nenhuma noite sem dormir, mas ainda é uma tentativa bem corajosa de acompanhar o zeitgeist em rápida mudança." John Harris da revista Select comentou que ela era "quase brilhante, mas por que se importar se a Terra já tem The Prodigy, The Chems e The Grape?" Escrevendo para o Hartford Courant, Roger Catlin disse que "Discothèque" foi a maneira mais desanimadora de anunciar um novo grande trabalho desde "The Fly". Keith Moerer, do Phoenix New Times, afirmou que depois de ouvir algumas vezes, a música se desgastava, e que "por mais que eu goste da gagueira distorcida da guitarra de The Edge e do barulho de sino de vaca de Larry Mullen Jr., a música é na verdade muito mais superficial do que o disco do final dos anos 70 que ela satiriza." Barney Hoskyns da Rolling Stone chamou-a de uma faixa de abertura "volúvel" que trazia "emoção superficial", comentando também que ela não era mais do que um bom trabalho do grupo INXS, o que não era bom o suficiente.

### Retrospectiva e reconhecimento
Análises em retrospecto de "Discothèque" foram em sua maioria positivas. Enquanto revisava o álbum, Sal Cinquemani, da Slant Magazine, afirmou que "com uma colagem desordenada de riffs de guitarra, efeitos e loops de bateria, a música é tão cafona e aparentemente sem sentido quanto George Michael procurando masturbar alguém em um banheiro de Los Angeles", mas que "ainda assim, é muito divertida." De acordo com Bobby Olivier da Billboard, o "som ameaçador" e a "batida esmagadora" da música foram, no mínimo, distanciamentos bem-vindas dos hinos supersaturados para rádio que sucederam a breve era Pop. Para Sassan Niasseri da edição alemã da revista Rolling Stone, a faixa é "um exemplo do próprio pop, que é leve, sem casca, intangível, uma goma de mascar, uma bolha." Segundo Evan Sawdey do PopMatters, a música tentou mesclar os lados pop e rock da personalidade da banda e, no final das contas, funcionou. Brice Ezell da mesma publicação escreveu: "Mas quando Pop está no ponto, é ótimo. A extensa 'Discotheque' — apesar do videoclipe ridículo — apresenta um ótimo riff e uma evocação efetiva da atmosfera do título."
Enquanto listava os melhores álbuns do U2, Dave Hanratty do website irlandês Joe posicionou Pop em quinto lugar, comentando que "Discotheque é absolutamente espantosa, o tipo de aventura arch pop que você imploraria à banda para experimentar hoje em dia." Andrew Unterberger escrevendo para a Stylus Magazine afirmou que a faixa não era tão frenética quanto "Mofo", outra faixa de Pop, mas era provavelmente a melhor delas. Ele também disse que "dizer que o público não estava pronto para isso em 1997 seria um eufemismo grosseiro. Ou apenas uma afirmação incorreta em geral, uma vez que é duvidoso que o mundo algum dia estaria pronto para uma música tão em oposição a tudo que a banda, ou você sabe, a música rock parecia representar um dia", finalizando escrevendo que "eu nem me lembro o que pensei dessa música quando a ouvi pela primeira vez em 1997, mas eu a amo mais a cada ano que passa." David Harris do Spectrum Culture deu uma crítica posterior mais negativa, dizendo que "embora enérgica e totalmente diferente de qualquer música anterior do U2, 'Discothèque' não pode deixar de parecer datada agora."
Caryn Rose do Vulture.com a posicionou no número 63 em uma lista compreendendo todas as 218 canções da banda, escrevendo: "É 'Where the Streets Have No Name' or 'New Year's Day'? Não, mas tem uma boa batida e você pode dançar", e que "pelo menos, é um pouco divertida." Um conglomerado de jornalistas da Rolling Stone listou "Discothèque" na posição de número 31 em uma lista contendo as 50 melhores músicas do grupo, dizendo que "como o primeiro single de Pop de 1997, 'Discothèque' foi o voleio inicial da breve incursão da banda na música eletrônica no final dos anos 90, talvez o momento mais polarizador da carreira do U2." De forma semelhante, Dave Simpson do The Guardian colocou a faixa no nono lugar em seu rol das dez melhores do U2, e afirmou que "os anos 90 foram uma década de transformação para a banda, pois eles repetidamente desmontaram e reconstruíram seu som e imagem", e que "Discothèque fez ambos, como consequência, dividindo opiniões entre os fãs." Por fim, listando as 100 melhores músicas pop de 1997 para a Billboard, o jornalista Andrew Unterberger a incluiu no número 60, destacando que "hoje, a música soa muito menos ostentosa e muito mais natural do que você deve se lembrar", e apesar do título, era na verdade, "um exemplo muito menos covarde e mais criativo de uma deslocada banda de rock tentando encontrar refúgio no disco e Europop do que qualquer outra banda popular de agora."

## Vídeo musical

### Antecedentes e lançamento

Os membros da banda caracterizados como o Village People no videoclipe. Da esquerda para a direita: The Edge, Adam Clayton, Bono e Larry Mullen Jr..

O videoclipe acompanhante de "Discothèque" foi dirigido pelo fotógrafo francês Stéphane Sednaoui, que já havia anteriormente dirigido o vídeo para o single "Mysterious Ways" (1991), e filmado em Londres em dezembro de 1996. Ele foi produzido por Ellen Jacobson para a Propaganda Films Ltd. e editado por Veronique Lebars e Richard Orrick. Sednaoui comentou que os membros da banda eram "muito doces, mas pensam em sua imagem visual da mesma forma que consideram sua música. Eles não vão parar até que a ideia em suas cabeças saia perfeita." O videoclipe estreou em 9 de janeiro de 1997 na MTV em uma maratona chamada U2 A-to-Z, que exibiu vários outros clipes do grupo. Ele é ambientado dentro de uma bola de espelhos, que é complementada por "luzes piscantes, sons pulsantes e cores brilhantes que são marcas registradas dos anos 70", Dentro da bola, os membros do grupo dançam, posam e ajustam suas roupas e cabelos como se estivessem em uma discoteca. No final do clipe, a banda aparece vestindo figurinos que se assemelham aos do grupo de música disco Village People; Bono é um policial, Larry Mullen Jr. é um cowboy, Adam Clayton é um marinheiro e The Edge é um motoqueiro. O diretor comentou sobre o desempenho dos membros do grupo no clipe: "Bono estava movendo-se perfeitamente, Edge o seguindo porque ele é super profissional, Adam estava em outro mundo, fazendo sua própria coisa... e Larry está tipo: 'Sem chance, eu não dou a mínima, eu não aprovo isso!'." The Edge comentou sobre terem se vestido como o Village People:

"Fizemos o vídeo de 'Discothèque' vestidos como o Village People. Era uma brincadeira. Tive algumas dúvidas porque às vezes esse tipo de brincadeira pode sair pela culatra. Acho que conseguimos, mas foi outro ponto de afastamento entre a banda e alguns de nossos fãs americanos. Eu acho que se você é um fã de rock de dezessete anos do Meio-Oeste, você simplesmente não quer ver sua banda favorita atuando como trupes de discoteca. Gosto de pensar que estávamos perigosamente à frente de nosso tempo. É um ótimo vídeo, e foi copiado por várias vezes desde então."

Duas novas versões do vídeo, feitas para promover os remixes de Steve Osborne e David Morales, foram lançadas sob a direção de John Bland e misturaram cenas já existentes na versão oficial com outras inéditas, geradas por computador. Em um dos vídeos, uma bola de espelhos gigante flutua através de um túnel de cores e luzes, enquanto os membros do grupo aparecem dentro do jogo de videogame Space Invaders, enquanto um limão atira neles. Em uma entrevista contida no vídeo de of 1990–2000, o diretor Sednaoui afirmou que a versão original do videoclipe era inacabada, pois ele não estava contente com ela por não ter tido tempo de gravar uma cena com Bono cantando dentro de um tubo de metal, onde sua boca refletiria dentro do tubo. Ele atribuiu isso à falta de tempo para gravar as cenas, devido à agenda apertada da banda. No entanto, uma versão intitulada "New Director's Cut" foi incluída no DVD The Work of Director Stéphane Sednaoui (2005) incluiu tomadas de Bono dublando a música dentro do tubo de metal.

### Recepção
Caryn Rose do Vulture.com descreveu o videoclipe como "hilário", notando "Larry fazendo cara feia, Adam com uma bola de espelhos gigante sobre sua virilha e grande homoerotismo entre Edge e Bono." Richard Harrington do jornal The Washington Post chamou-o de "muito divertido". Annie Zaleski do The A.V. Club disse que no vídeo a banda estava fazendo graça de si mesma, enquanto Kevin Courtney do The Irish Times analisou que o tributo ao Village People era o clímax do vídeo. Keith Moerer do Phoenix New Times afirmou que o vídeo era uma "boa piada visual", e "mas o que, exatamente, devemos pensar quando Bono canta, 'Boom! Cha! Boom! Cha!' e joga sua pélvis para nós enquanto dá uma piscadela? Eu sei: Cale a boca e dance!." Por sua vez, Patrick Macdonald do The Seattle Times defendeu que o "vídeo colorido e em ritmo acelerado da faixa ressalta sua iconoclastia ousada."
Dennis O'Dell da BBC Music comentou que o single "pode ter tido um vídeo com uma alegre brincadeira camp com bola de espelhos, mas a ironia parecia forçada." Andrew Unterberger da Stylus Magazine afirmou que o videoclipe era "metade 2001: A Space Odyssey e metade 'Sex Over the Phone'", e que era "simplesmente a coisa mais espalhafatosa, chamativa e, para ser um tanto redutivo, mais gay visualmente tentada por uma banda de rock mainstream, ainda mais uma da estatura do U2 [...] Ele funciona como um símbolo para este período em geral — extremamente arriscado, mais do que um pouco embaraçoso, mas meio que incrível e infinitamente preferível a uma antiga banda certeira que acertaria tudo pelo resto de sua carreira." Roger Catlin do Hartford Courant comentou que "o fato de a própria banda ter tentado transformar tudo em uma piada, aparecendo no vídeo de 'Discothèque' como Village People, não foi reconfortante." Também com uma visão negativa, Joe Marvilli do Consequence of Sound escreveu que o clipe era "terrível. Por que o U2 se vestiu como o Village People? Eles perderam uma aposta com alguém?"

## Apresentações ao vivo

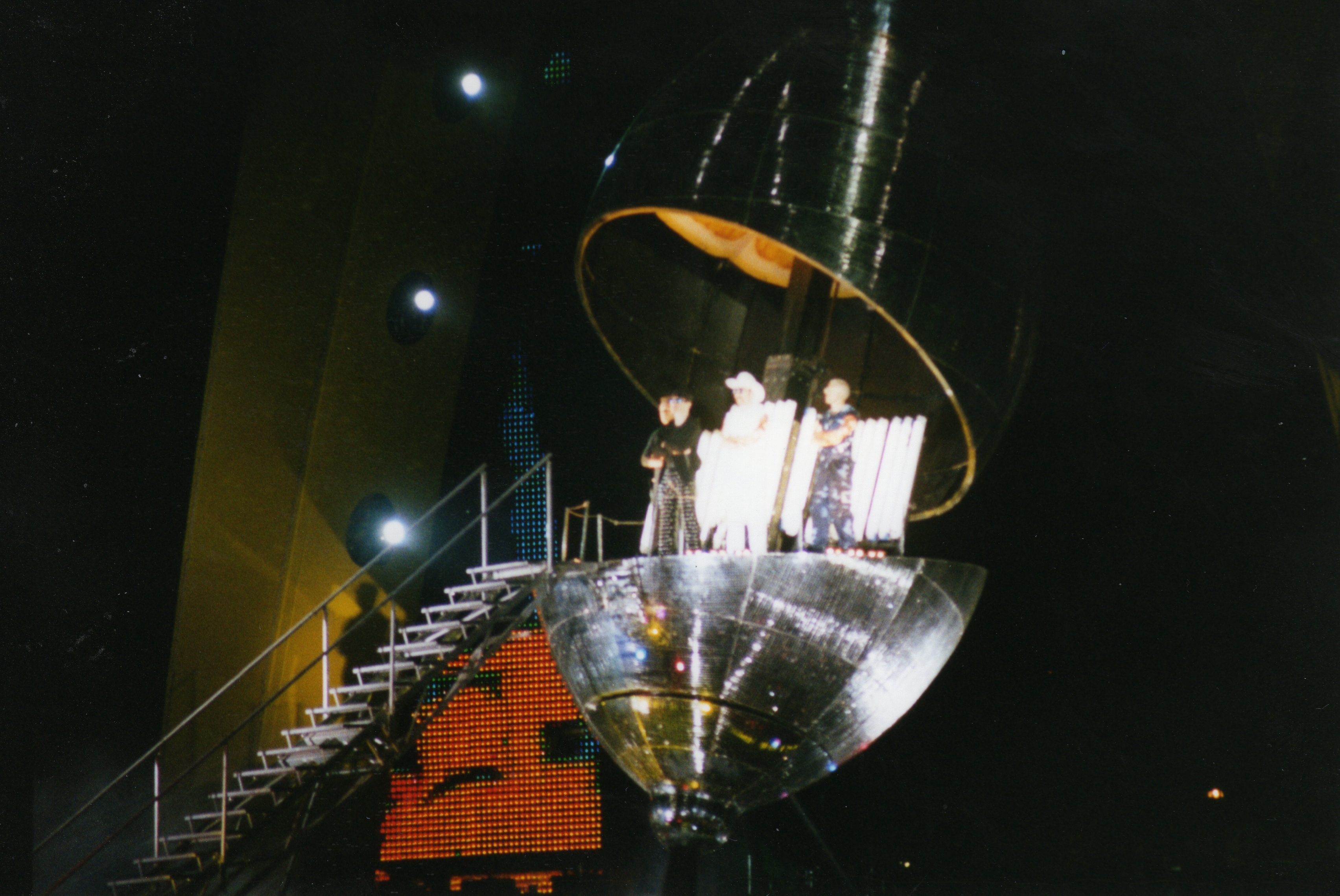
Apresentação da banda durante a performance da canção, na qual os membros saiam de dentro da bola espelhada em formato de limão, durante a Popmart Tour, em agosto de 1997.

"Discothèque" foi incluída no bis da Popmart Tour, que percorreu vários continentes entre abril de 1997 e março de 1998. O bis começava com uma versão remixada de "Lemon" (1993). Após cinco minutos de espera, descia uma bola espelhada em formato de um limão, que se abria no meio para revelar a banda, posando com os braços cruzados e cobertos por uma fumaça amarela, descendo através de uma escada em direção ao palco B. Em algumas apresentações, The Edge vestia uma camiseta preta brilhante escrito "Edge", enquanto Bono vestia calças e jaqueta de couro revestidas com bolas, e Adam Clayton vestia um macacão branco sem mangas e camiseta laranja. A performance gravada em 3 de dezembro de 1997 na Cidade do México foi incluída no álbum de vídeo Popmart: Live from Mexico City (1998), e posteriormente no álbum ao vivo disponível apenas para o fã clube da banda, Hasta la Vista Baby! (2000).
Para Brian Blair do The Daily Universe, a "inesquecível" entrada da banda dentro do limão foi o ponto alto do concerto. Segundo Geoff Carter do Las Vegas Sun, "a multidão ficou pasma" com a abertura da bola espelhada. J.D. Considine do The Baltimore Sun ficou impressionado com a estrutura do palco, dizendo que "francamente, o espetáculo de ver a banda emergir para o bis de uma bola de discoteca gigante em forma de limão foi muito mais impressionante do que ouvi-la tocar 'Discotheque'." Françoise-Marie Santucci do Libération, descreveu a performance como "super kitsch. O público, no entanto, permanece impassível." Segundo Jon Pareles do The New York Times, "músicas aparentemente infalíveis", como "Discothèque", não foram "sólidas em seus ritmos" no show.
Durante a turnê, algumas performances de "Discothèque" foram afetadas por problemas técnicos. Por exemplo, na noite de estreia em Las Vegas, a equipe inundou o palco com muita fumaça. Consequentemente, The Edge não podia ver os pedais de sua guitarra durante a apresentação da música. Em Oslo, quando a banda estava prestes a sair do limão, ele falhou, prendendo os membros dentro dela e forçando-os a sair por uma pequena escotilha nos fundos. Este incidente foi posteriormente listado como uma das "15 palhaçadas de palco mais embaraçosas do Rock 'n' Roll" pelo website Spinner. O incidente acabou se repetindo em Sydney e Osaka.
O U2 cantou a faixa em um concerto intimista no teatro Astoria em Londres, em 7 de fevereiro de 2001, que serviu como um aquecimento para a turnê Elevation Tour, apoiada pelo álbum All That You Can't Leave Behind (2000). "Discothèque" foi posteriormente incluída no repertório de alguns concertos da Elevation Tour, ocorrida no mesmo ano, e interpretada novamente em dois shows da Vertigo Tour em 2005, com elementos de "Relax", da banda Frankie Goes to Hollywood. Um trecho da canção também foi apresentado durante a performance de "I'll Go Crazy If I Don't Go Crazy Tonight", do álbum No Line on the Horizon (2009), em concertos selecionados da turnê U2 360° Tour (2009–11).

## Lista de faixas
Todas as letras escritas por Bono e The Edge, todas as músicas compostas por U2.
| N.º            | Título                  | Duração |  |
| 1.             | "Discothèque"           | 5:19    |  |
| 2.             | "Holy Joe" (Garage Mix) | 4:21    |  |
| 3.             | "Holy Joe" (Guilty Mix) | 5:09    |  |
| Duração total: | Duração total:          | 15:21   |  |

| EP – Remixes   |                                           |         |  |
| N.º            | Título                                    | Duração |  |
| 1.             | "Discothèque" (DM Deep Club Mix)          | 6:58    |  |
| 2.             | "Discothèque" (DM Deep Extended Club Mix) | 10:00   |  |
| 3.             | "Discothèque" (DM Deep Instrumental Mix)  | 6:58    |  |
| 4.             | "Discothèque" (DM Radio Edit)             | 4:07    |  |
| 5.             | "Discothèque" (DM Deep Beats Mix)         | 4:00    |  |
| 6.             | "Discothèque" (DM Tec Club Mix)           | 7:20    |  |
| 7.             | "Discothèque" (Howie B, Hairy Mix)        | 7:40    |  |
| 8.             | "Discothèque" (Hexidecimal Mix)           | 7:21    |  |
| 9.             | "Discothèque" (DM Tec Radio Mix)          | 3:46    |  |
| Duração total: | Duração total:                            | 58:16   |  |

## Desempenho nas tabelas musicais
"Discothèque" teve distribuição de 300 mil cópias iniciais no Reino Unido, a maior já feita pela Island Records até aquele momento. No país, a canção estreou em primeiro lugar na tabela musical UK Singles Chart na semana a partir de 9 de fevereiro de 1997; na semana seguinte, caiu para a sexta colocação. No total, a faixa permaneceu durante 13 semanas na tabela de singles britânica. Na ocasião de seu lançamento, "Discothèque" recebeu um certificado de prata da British Phonographic Industry (BPI) pela distribuição de 200 mil unidades no território. Na Escócia, a obra também estreou em primeiro lugar na parada de singles.
A faixa também foi bem sucedida em outros territórios da Europa. Na Alemanha e na Áustria, "Discothèque" alcançou o nono lugar, enquanto na Bélgica, a faixa estreou na parada de singles de Flandres no número 33 em 15 de fevereiro de 1997. Uma semana depois, subiu para o número 14. "Discothèque" também foi bem-sucedida na tabela de singles da Valônia, onde alcançou o número cinco. A França foi um dos únicos países que a música não alcançou o top dez, atingindo o número 12. Em outros países do continente, a música alcançou o topo das tabelas em vários lugares, como na Finlândia, Irlanda, Itália e Noruega, o segundo lugar na Islândia, República Checa e Suécia, e o quarto lugar na Dinamarca. Na parada que contabilizava todos os países da Europa, "Discothèque" atingiu o terceiro lugar.
Nos Estados Unidos, a faixa foi adicionada em playlists de 343 estações de rádio locais; ela estreou na décima posição da Billboard Hot 100, permanecendo por 11 semanas na tabela. Ela recebeu um certificado de ouro pela Recording Industry Association of America (RIAA) pela distribuição de 500 mil unidades do single no país. No Canadá, a canção também se mostrou um sucesso, atingindo o segundo lugar. Na Austrália, "Discothèque" estreou em 16 de fevereiro de 1997 em terceiro lugar. Ela permaneceu por sete semanas na tabela, sendo posteriormente certificada como platina pela Australian Recording Industry Association (ARIA) por distribuição de 70 mil cópias no território. Na Nova Zelândia, a canção estreou no topo da tabela em 23 de fevereiro de 1997, passando oito semanas na parada.
| País/Parada (1997)                       | Melhor posição |
| ---------------------------------------- | -------------- |
| Alemanha (Media Control Charts)          | 9              |
| Austrália (ARIA)                         | 3              |
| Áustria (Ö3 Austria Top 75)              | 9              |
| Bélgica (Ultratop 50 Singles)            | 14             |
| Bélgica (Ultratop 40 Singles)            | 5              |
| Canadá (Top Singles)                     | 2              |
| Canadá (Dance/Urban)                     | 1              |
| Canadá (Rock/Alternative)                | 1              |
| Dinamarca (Tracklisten)                  | 4              |
| Escócia (Scottish Singles Charts)        | 1              |
| Estados Unidos (Billboard Hot 100)       | 10             |
| Estados Unidos (Adult Alternative Songs) | 7              |
| Estados Unidos (Alternative Songs)       | 1              |
| Estados Unidos (Hot Dance Club Songs)    | 1              |
| Estados Unidos (Hot Dance Singles Sales) | 1              |
| Estados Unidos (Mainstream Rock Songs)   | 6              |
| Estados Unidos (Pop Songs)               | 40             |
| Europa (Hot 100 Singles)                 | 3              |
| Finlândia (Suomen virallinen lista)      | 1              |
| França (SNEP)                            | 12             |
| Hungria (MAHASZ)                         | 3              |
| Irlanda (Irish Singles Chart)            | 1              |
| Islândia (Íslenski Listinn Topp 40)      | 2              |
| Itália (Musica e dischi)                 | 1              |
| Nova Zelândia (Recorded Music NZ)        | 1              |
| Noruega (VG-lista)                       | 1              |
| Países Baixos (Dutch Top 40)             | 9              |
| Países Baixos (Mega Single Top 100)      | 6              |
| Reino Unido (UK Singles Chart)           | 1              |
| República Checa (Rádio – Top 100)        | 2              |
| Suécia (Sverigetopplistan)               | 2              |
| Suíça (Schweizer Hitparade)              | 6              |

| País/Parada (1997)                  | Posição |
| ----------------------------------- | ------- |
| Austrália (ARIA)                    | 97      |
| Canadá (Top Singles)                | 17      |
| Canadá (Dance/Urban)                | 2       |
| Canadá (Rock/Alternative)           | 3       |
| Europa (Hot 100 Singles)            | 41      |
| Islândia (Íslenski Listinn Topp 40) | 19      |
| Romênia (Romanian Top 100)          | 33      |
| Suécia (Sverigetopplistan)          | 65      |
| Reino Unido (UK Singles Chart)      | 55      |

## Certificações
| País/Região                                    | Certificação | Unidades |
| ---------------------------------------------- | ------------ | -------- |
| Austrália (ARIA)                               | Platina      | 70 000^  |
| Estados Unidos (RIAA)                          | Ouro         | 500 000^ |
| Reino Unido (BPI)                              | Prata        | 200 000^ |
| ^distribuições baseadas apenas na certificação |              |          |

## Créditos
Créditos adaptados do encarte de Pop.
| U2 - Bono – vocal - The Edge – guitarra · vocal de apoio - Adam Clayton – baixo - Larry Mullen Jr. – bateria | Técnica - Mark "Flood" Ellis – produção · engenharia de áudio · gravação - Mark "Spike" Stent – mixagem - Howie B – mixagem adicional · loop - Rob Kirwan – assistência de produção - Fernio Hernandez – assistência de produção - Conal Markey – assistência de produção - Robbie Adams – engenharia de áudio - Willie Mannion – assistência de engenharia - Rob Kirwan – assistência de engenharia |